# Munna avatshensis
Munna avatshensis là một loài chân đều trong họ Munnidae. Loài này được Gurjanova miêu tả khoa học năm 1936.